# Eisenbahnunfall im Hokuriku-Tunnel
Bei dem Eisenbahnunfall im Hokuriku-Tunnel (jap. 北陸トンネル火災事故, Hokuriku tonneru kasai jiko, auch 急行きたぐに号火災事故, Kyūkō Kitaguni-gō kasai jiko) starben am 6. November 1972 im Hokuriku-Tunnel auf der Hokuriku-Hauptlinie zwischen dem Bahnhof Tsuruga und Minami-Imajō in Minami-Echizen, Präfektur Fukui, Japan, beim Brand eines Zuges 30 Menschen, 714 wurden darüber hinaus verletzt.

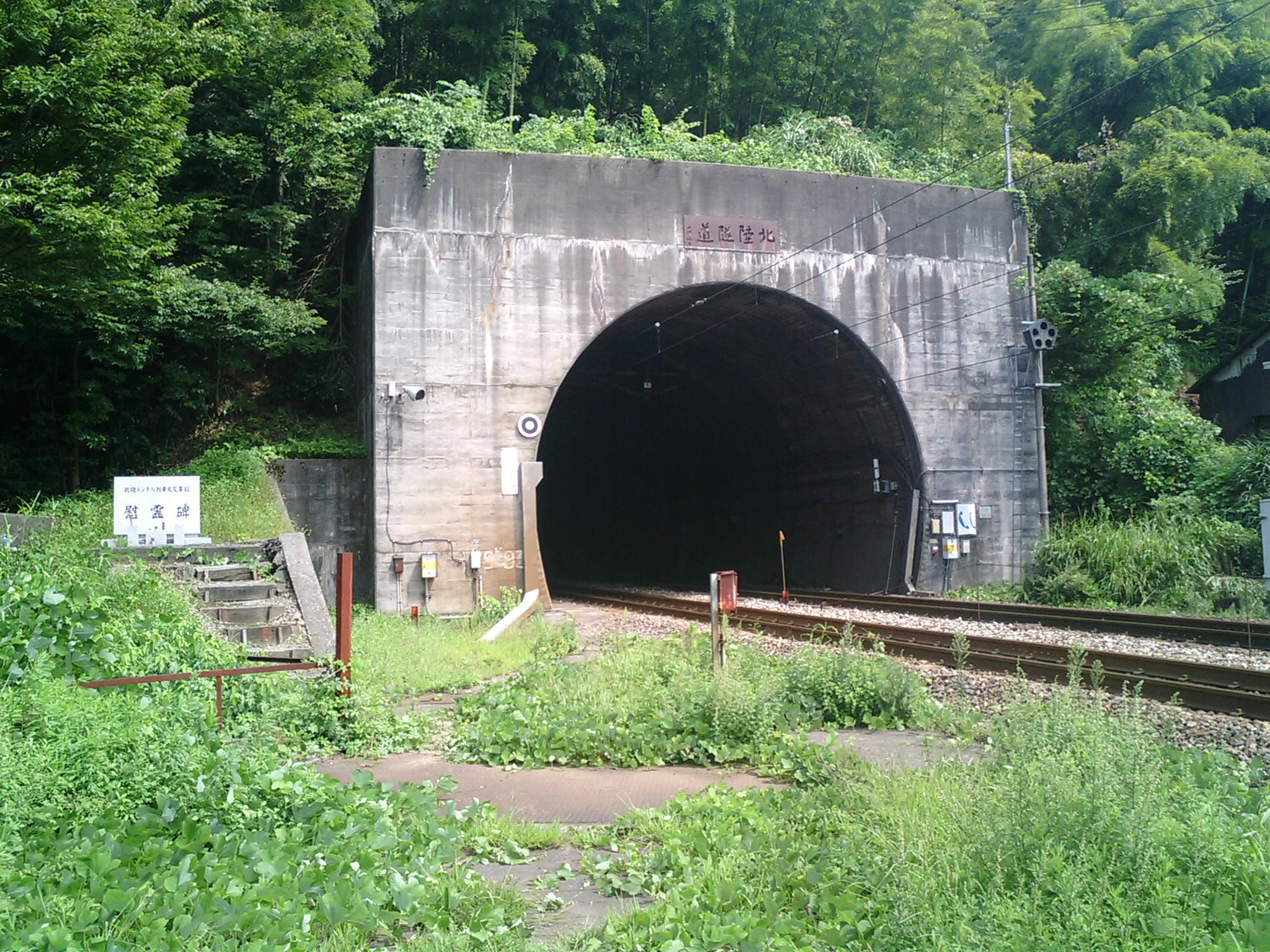
Tunneleingang des Hokuriku-Tunnels Tsuruga-seitig, links ein Kenotaph.

## Ausgangslage
Auf der Hokuriku-Hauptlinie befindet sich der 13,87 km lange zweigleisige Hokuriku-Tunnel. Der Tunnel war zu jener Zeit weder beleuchtet noch besaß er eine Entrauchungsanlage. 1967, fünf Jahre nach der Eröffnung und zugleich fünf Jahre vor dem Eisenbahnunfall, hatte die Feuerwehr in Tsuruga die Staatsbahn (JNR) aufgefordert, durch den langen Hokuriku-Tunnel fahrende Züge sicherheitshalber mit Atemgeräten auszustatten. Um ihr Gesicht zu wahren, hatte die Staatsbahn diese Forderung jedoch unterdrückt.
Der „Kitaguni-Express“, Zug 501, befuhr die Strecke in der Nacht vom 5. zum 6. November auf seiner Fahrt von Osaka in Richtung Aomori. Er bestand aus einer Elektrolokomotive der Baureihe JNR-Klasse EF70 62 und aus 15 Wagen der Baureihe 10, darunter als Wagen 11 ein Speisewagen (Baureihe Oshi 17 2018). Im vorderen Teil des Zuges befanden sich Schlafwagen, in denen die Reisenden zum Zeitpunkt des Unfalls schliefen.

## Unfallhergang
Während der Fahrt durch den Hokuriku-Tunnel bemerkte ein Angestellter des Speisewagens morgens gegen 1:13 Uhr (JST) ein Feuer unter einem der Sitze im Raucherbereich des Wagens. Die anfängliche Vermutung, dass der Brand im Speisewagen durch eine Zigarettenkippe im Raucherbereich oder durch den Kohleofen der Küche im Speisewagen verursacht wurde, bestätigte sich nicht. Vielmehr wurde der Brand durch unsachgemäßes Verlegen einer Stromleitung verursacht, was einen Kurzschluss in einem elektrischen Heizkörper bewirkte. Der Angestellte, der das Feuer bemerkte, meldete es dem Schaffner, der vorschriftsgemäß sofort die Notbremse betätigte, wodurch der Zug im Tunnel 4,6 km vor dem Ausgang Richtung Tsuruga zum Stehen kam. Das Zugpersonal begann mit den Löscharbeiten, die durch die Dunkelheit im Tunnel erschwert wurden.
Beabsichtigt war zunächst, den Zugteil, in dem sich der brennende Wagen befand, abzuhängen und den übrigen Zug für die Evakuierung zu nutzen, was aber nicht mehr umgesetzt werden konnte. Gegen 1:29 Uhr war das Feuer so stark, dass es den vorderen Teil des Zuges vom hinteren abschnitt. Um 1:52 Uhr war die Hitze im Tunnel zudem so groß, dass eine Wasserleitung an der Tunneldecke schmolz, Wasser austrat und einen Kurzschluss in der Oberleitung verursachte, wodurch die Energieversorgung zusammenbrach.
Die Evakuierung gestaltete sich chaotisch, weil der mehrere Kilometer weite Weg aus dem Tunnel in beide Richtungen nun zu Fuß bewältigt werden musste. Von beiden Seiten wurden Rettungskräfte mit Atemschutzgerät an den brennenden Zug herangefahren, um Reisende zu retten. Offiziellen Angaben zufolge war die Feuerwehr aus Tsuruga gegen 1:50 Uhr, also ca. 40 Minuten, die Feuerwehr auf der Gegenseite des Tunnels gegen 2:08 Uhr, also ca. eine Stunde nach Ausbruch des Brandes, zur Stelle. Da zum Zeitpunkt des Eintreffens der Rettungskräfte kein Angestellter der Bahn zugegen war, forderte die Feuerwehr vom Bahnhof Tsuruga Motordraisinen zur Unterstützung der Rettungsarbeiten an, doch fehlte es an der notwendigen Genehmigung der Eisenbahnbehörde.
In der Zwischenzeit hatte um 1:40 Uhr Zug 506M aus der Gegenrichtung an einem Signal 2 km vor dem Tunnel angehalten. Der Brand hatte auch einen Kurzschluss auf dem Gegengleis bewirkt, wodurch das Signal auf „Halt“ umgesprungen war. 21 Minuten später, also gegen 2:00 Uhr, zeigte das Signal dann plötzlich „Fahrt frei“. Die Ursache dafür blieb letztlich unklar. Der Lokomotivführer fuhr langsam auf den Hokuriku-Tunnel zu. Nach ca. 300 m bemerkte er flüchtende Reisende aus dem Kitakuni-Express auf den Gleisen, hielt seinen Zug an und nahm 225 Personen auf. Der Zug setzte anschließend rückwärts nach Imajō zurück.

## Folgen

### Unmittelbare Folgen
30 Menschen starben, mehr als 714 wurden verletzt.

### Konsequenzen
Die Vorschriften für solche Notfälle wurden geändert: Der Lokomotivführer soll, wenn ein Brand ausbricht, die Fahrt so lange fortsetzen, bis er den Zug im Freien, außerhalb des Tunnels, anhalten kann.
Zudem wurden die Richtlinien zur Brandfestigkeit des Materials, das in Zügen verbaut wird, die in langen Tunneln verkehren, und für Fahrzeuge der U-Bahn revidiert. Die wichtigsten Maßnahmen für die Konstruktion von Personenwagen waren:
- hölzerne Bestandteile der Innenausstattung wurden durch Aluminium ersetzt,
- die Glasscheiben der Durchgangstüren zwischen den Wagen wurden durch drahtverstärktes Glas ersetzt, um die Ausbreitung eines Feuers zu hemmen,
- die Planen an den Durchgängen zwischen den Wagen wurden aus schwer entflammbaren Materialien gefertigt,
- Speisewagen, die an Schlafwagen oder in Schlafwagenzügen liefen, wurden aus schwer entflammbaren Materialien gefertigt,
- die Zahl der Feuerlöscher wurde erhöht,
- Schlafwagen wurden mit Rauchmeldern, tragbaren Lampen und Megaphonen ausgestattet.

## Sonstiges
- Der japanische Fernsehsender NHK strahlte im Rahmen der Sendereihe „Project X 〜Challengers〜“ am 15. Juni 2004 eine Dokumentation über den Eisenbahnunfall aus.
- Am gleichen Tag, an dem sich der Unfall ereignete, erschütterte die Entführung des Japan-Airlines-Flugs 351 das Land.